# San Cristóbal (Venezuela)
San Cristóbal ist die Hauptstadt des Bundesstaats Táchira in Venezuela. Die Stadt liegt in den Anden in der Gebirgseinsattelung von Táchira zwischen der Ostkordillere Kolumbiens und der Kordillere von Mérida mit Blick über den Fluss Torbes im Westen des Landes.

## Demographie
Táchira hat schätzungsweise eine Million Einwohner, von denen etwa 40 % in San Cristóbal wohnen. Der Einzugsbereich der Stadt wird von etwa 850.000 Menschen bewohnt.
Die Einwohner (der gesamten Andenregion) werden umgangssprachlich auch „Gochos“ (ausgesprochen als Gotschos) genannt.

## Geschichte
San Cristobál wurde am 31. März 1561 von Juan Maldonado Ordóñez y Villaquirán, einem Hauptmann der spanischen Armee, gegründet. 1875 richtete ein Erdbeben schwere Zerstörungen in der Stadt an. Wegen ihrer Nähe (~50 km) zu Kolumbien und der Abgeschiedenheit zum Rest von Venezuela hatte es in den Anfangsjahren eine starke Orientierung zum Nachbarland.
Dies änderte sich am Anfang des 20. Jahrhunderts mit dem Ausbau des Straßennetzes (vor allem der Panamericana) unter der Herrschaft der Diktatoren Cipriano Castro und Juan Vicente Gómez (die auch beide aus Táchira stammen). Sie wurde dadurch rasch zu einem der Handelszentren des Landes.
Eine der bekanntesten Personen der Stadt war Isaías Medina Angarita, der Präsident Venezuelas von 1941 bis 1945.
1962 wurde die Universidad Católica del Táchira gegründet.

## Wirtschaft
Der Schwerpunkt der Wirtschaft liegt in der Landwirtschaft, vor allem in der Produktion von Kaffee, Zucker und Gemüse. Zusätzlich gibt es auch Fleischindustrie (Rinder) und Handwerk (Schuh-, Taschen- und Keramikproduktion).

## Sport
Deportivo Táchira FC, einer der größten Fußballvereine Venezuelas, kommt aus San Cristóbal und trägt seine Heimspiele im Estadio Polideportivo de Pueblo Nuevo aus. Dieses Stadion war auch Austragungsstätte bei der Copa América 2007.

## Söhne und Töchter der Stadt
- Hans Avé-Lallemant (1888–1945), deutscher Unternehmensleiter, Vorstandsvorsitzender der Feldmühle Papier- und Zellstoffwerke Aktiengesellschaft
- Isaías Medina Angarita (1897–1953), Politiker und Offizier, von 1941 bis 1945 Präsident von Venezuela
- Rafael de Nogales Méndez (1897–1936), Soldat und Schriftsteller
- Manuel Felipe Rugeles (1903–1959), Lyriker und Essayist
- Mario Medina (* 1958), Radrennfahrer
- Marlon Escalante (* 1974), FIFA-Schiedsrichter
- Andreé González (* 1975), Fußballspieler
- Édgar Ramírez (* 1977), Schauspieler
- Yoly Garcia (* 1978), Fußballschiedsrichterassistentin
- José Peña (* 1987), Hindernisläufer
- Tomás Rincón (* 1988), Fußballspieler